# Loch (Gewässer)

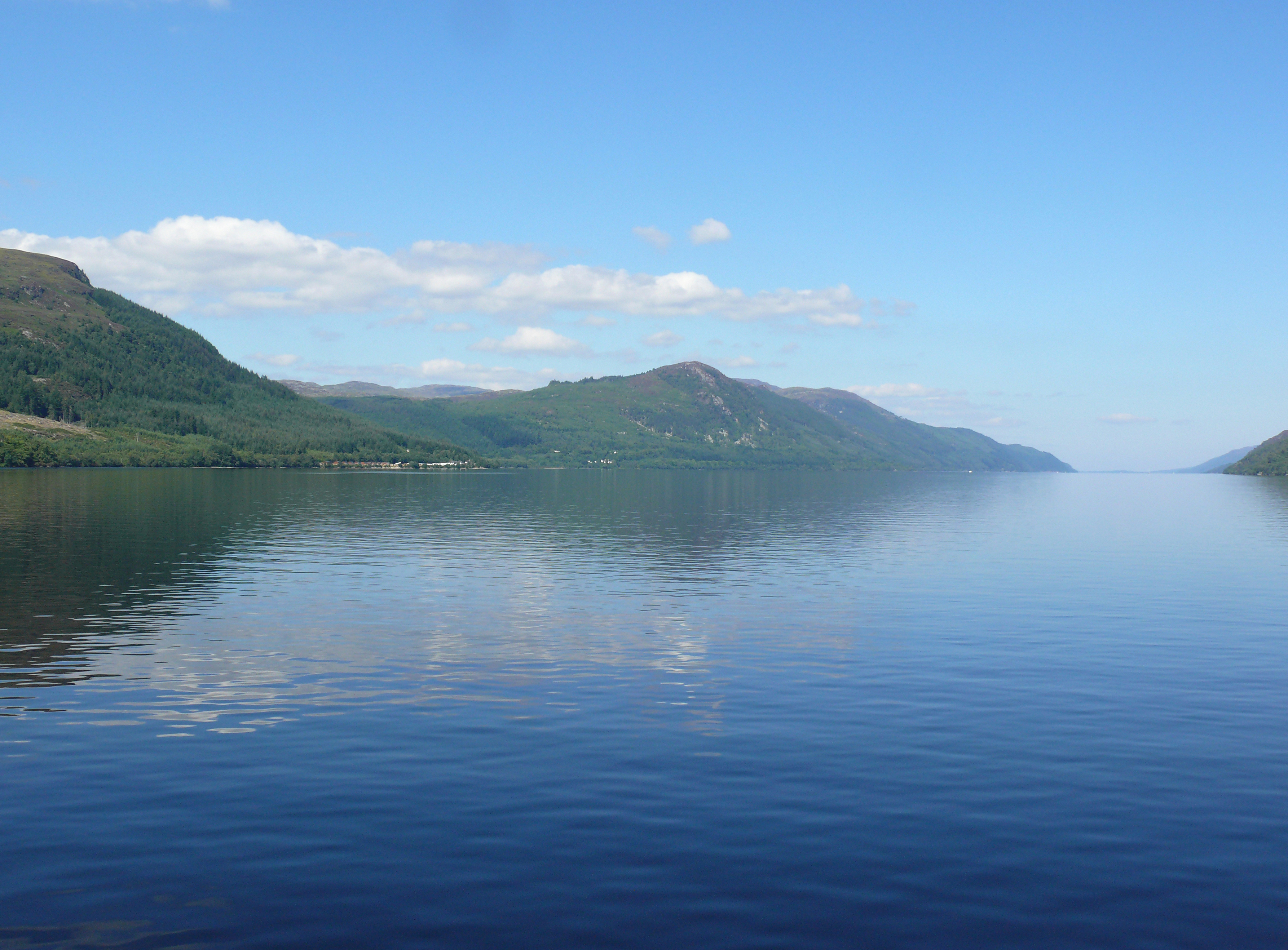
Loch Ness, der zweitgrößte und bekannteste schottische Loch

Als Loch (Aussprache in Schottland wie im Deutschen: /lɔx/) werden in Schottland stehende Gewässer und manche schmalen Meeresbuchten bezeichnet. Das Wort ist ab etwa 1350 bis 1400 im Mittelenglischen zu finden und entstammt der schottisch-gälischen und altirischen Sprache. Zurückzuführen ist es auf urkeltisch *loku-, was mit dem gleichbedeutenden lateinischen lacus urverwandt ist. Im irischen Englisch ist die Schreibweise lough verbreitet, die sich dort seit Beginn des 16. Jahrhunderts findet. Im Deutschen hat Loch das grammatikalische Geschlecht Maskulinum.
Der Begriff wird in Schottland für die meisten nichtfließenden Wasserflächen verwendet, sowohl für natürliche Binnenseen und Stauseen als auch für viele Meeresarme und Meeresbuchten. Letztere werden als Sea Lochs bezeichnet, geologisch handelt es sich bei ihnen um Fjorde. Beispiele sind etwa Loch Linnhe oder Loch Ewe. Nicht als Loch bezeichnet werden viele der tief ins Festland eingeschnittenen langgezogenen Mündungstrichter von Flüssen, wie etwa der Beauly Firth oder der Firth of Forth. Kleinere Seen werden auch als Lochan bezeichnet. Es gibt für die Abgrenzung keine feste Definition. Daher gibt es einzelne Lochs, die kleiner als manches Lochan sind. Einige wenige Gewässer werden nicht als Loch bezeichnet, die bekannteste Ausnahme ist der Lake of Menteith.
Das Wort ist auch ein bekanntes Schibboleth zur Unterscheidung von Schotten und Engländern, da der stimmlose velare Frikativ [x] am Wortende für „Sassenachs“, wie Engländer von Schotten gelegentlich abfällig bezeichnet werden, schwer auszusprechen ist. Die meisten Engländer sprechen das Wort wie Lock aus.